# День таксиста
День таксиста — професійне свято таксистів.
22 березня щороку в Україні та цілому світі святкують День таксиста.
Цього дня у далекому 1907 році вперше у столиці Великої Британії на дорогах з'явилися кеби, що були обладнані спеціальними лічильниками.